# Draco abbreviatus
Espèce
Synonymes
- Draco abbreviata Hardwicke & Gray, 1827

Draco abbreviatus est une espèce de sauriens de la famille des Agamidae.

## Répartition
Cette espèce est endémique de Singapour.

## Publication originale
- Hardwicke & Gray, 1827 : A synopsis of the species of saurian reptiles, collected in India by Major-General Hardwicke. The Zoological Journal, London, vol. 3, p. 214-229 (texte intégral)